# Уднадатта
Уднадатта (англ. Oodnadatta) — город в Австралии.
Расположен в Южной Австралии, на засушливых полупустынных территориях вблизи пустыни Симпсон, в 100 км от небольшой пустыни Педирка, на высоте 112 м над уровнем моря, в 1011 км к северу от Аделаиды.
В 1976 году город насчитывал 229 чел., в 1986—160 чел. Согласно переписи 2006 года, в городе насчитывалось 277 жителей, из них 103 — австралийские аборигены.

## История
Впервые регион был исследован Джоном Стюартом Макдуалом в 1859 году. В 1890 году Однадатта была крайним населенным пунктом Большой Северной железной дороги. Затем, в 1929 году дорога была продлена до Алис-Спрингса, и этот участок железной дороги получил название Ган.

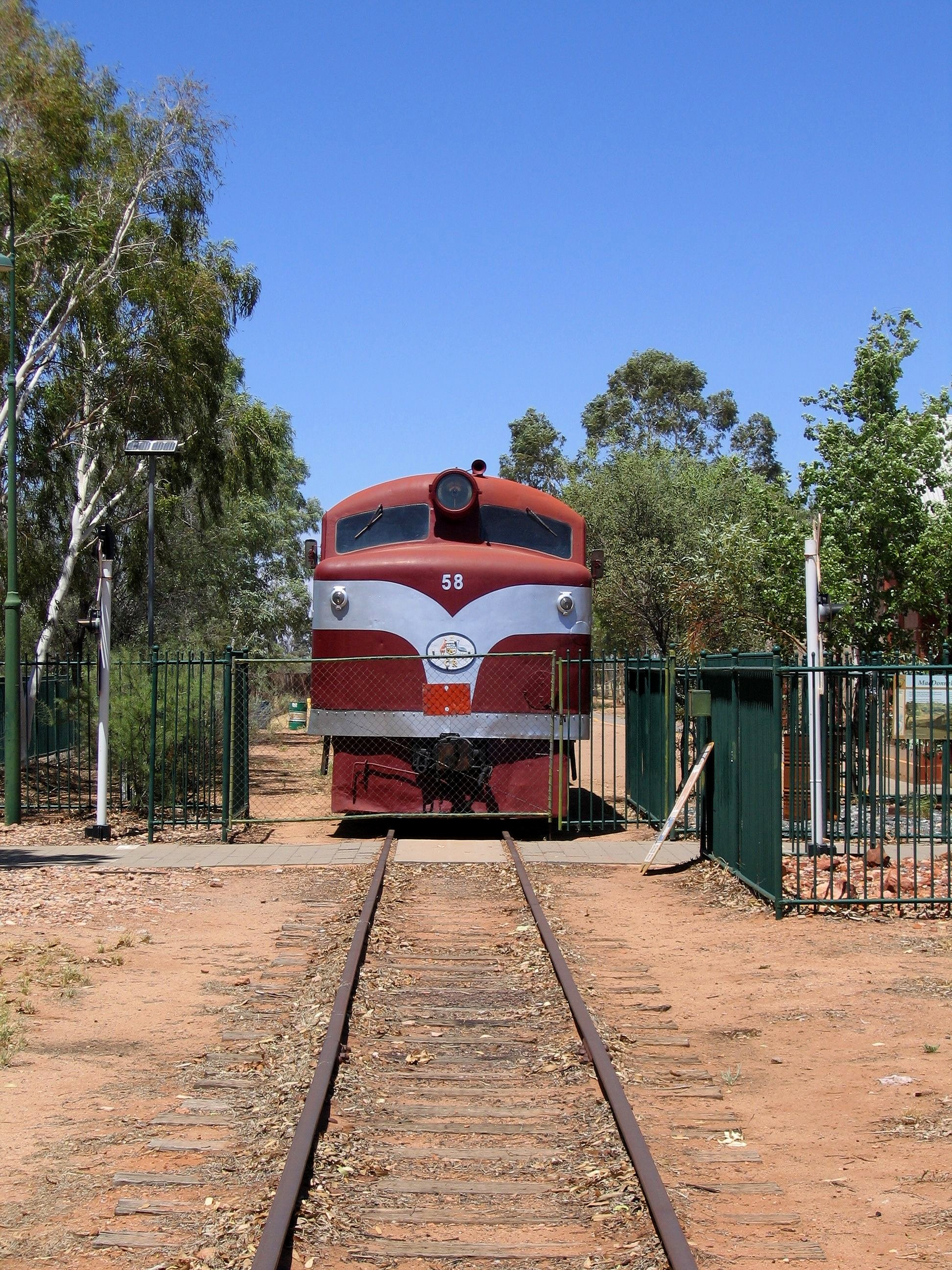
Локомотив Большой Северной железной дороги (1879—1957)

В 1940-е годы в населенном пункте развернулось строительство для обслуживания транспортных эшелонов, идущих на север, в порт Дарвин.
В 1981 году магистраль была перенесена на запад и город, бывший ранее административным центром, стал постепенно местом жительства аборигенов, приобретавших дома уехавших работников дороги.
Тем не менее сфера услуг и добыча опалов, золота и меди в округе поддерживает поселок.
Местным центром поселка является Canoe hire The Pink Roadhouse. В городе есть супермаркет, почта, автозаправка, местный аэропорт, автовокзал. Действует музей в здании старого вокзала и Medical Centre.

## Климат
По классификации климата по Кёппену эти места имеют пустынный климат. Здесь был зафиксирован абсолютный максимум температуры для Австралии — 50,7 °C 2 января 1960 года. Более высокая температура была зафиксирована в Клонкарри, в 1889 году, но считается, что соответствует стандартам и является более достоверным температурный рекорд, установленный в 1960 году.
| Показатель                                     | Янв. | Фев. | Март | Апр. | Май  | Июнь | Июль | Авг. | Сен. | Окт. | Нояб. | Дек. | Год   |
| ---------------------------------------------- | ---- | ---- | ---- | ---- | ---- | ---- | ---- | ---- | ---- | ---- | ----- | ---- | ----- |
| Абсолютный максимум, °C                        | 50,7 | 46,8 | 44,9 | 42,1 | 35,0 | 32,8 | 32,2 | 36,5 | 40,7 | 45,4 | 47,3  | 48,3 | 50,7  |
| Средний суточный максимум, °C                  | 37,7 | 36,6 | 33,7 | 28,5 | 23,2 | 19,9 | 19,6 | 22,0 | 26,6 | 30,3 | 33,7  | 36,3 | 29,0  |
| Средний суточный минимум, °C                   | 22,9 | 22,3 | 19,2 | 14,3 | 9,8  | 6,5  | 5,8  | 7,4  | 11,4 | 15,1 | 18,5  | 21,2 | 14,5  |
| Абсолютный минимум, °C                         | 11,7 | 12,8 | 9,5  | 3,8  | 0,9  | −2,6 | −2,2 | −0,3 | 2,2  | 3,4  | 9,6   | 11,4 | −2,6  |
| Норма осадков, мм                              | 24,1 | 31,8 | 12,1 | 11,1 | 12,6 | 12,4 | 10,2 | 8,2  | 9,0  | 13,7 | 11,9  | 17,2 | 174,3 |
| Источник: Австралийское метеорологическое бюро |      |      |      |      |      |      |      |      |      |      |       |      |       |

## Известные уроженцы
- Стив Додд (1928 - 2014) — киноактёр[2].